# مزگالی
مزگالی (به لاتین: Mezgalji) یک منطقهٔ مسکونی در مونته‌نگرو است که در شهرداری برانه واقع شده‌است. مزگالی ۱۷۴ نفر جمعیت دارد.